# Dufftown

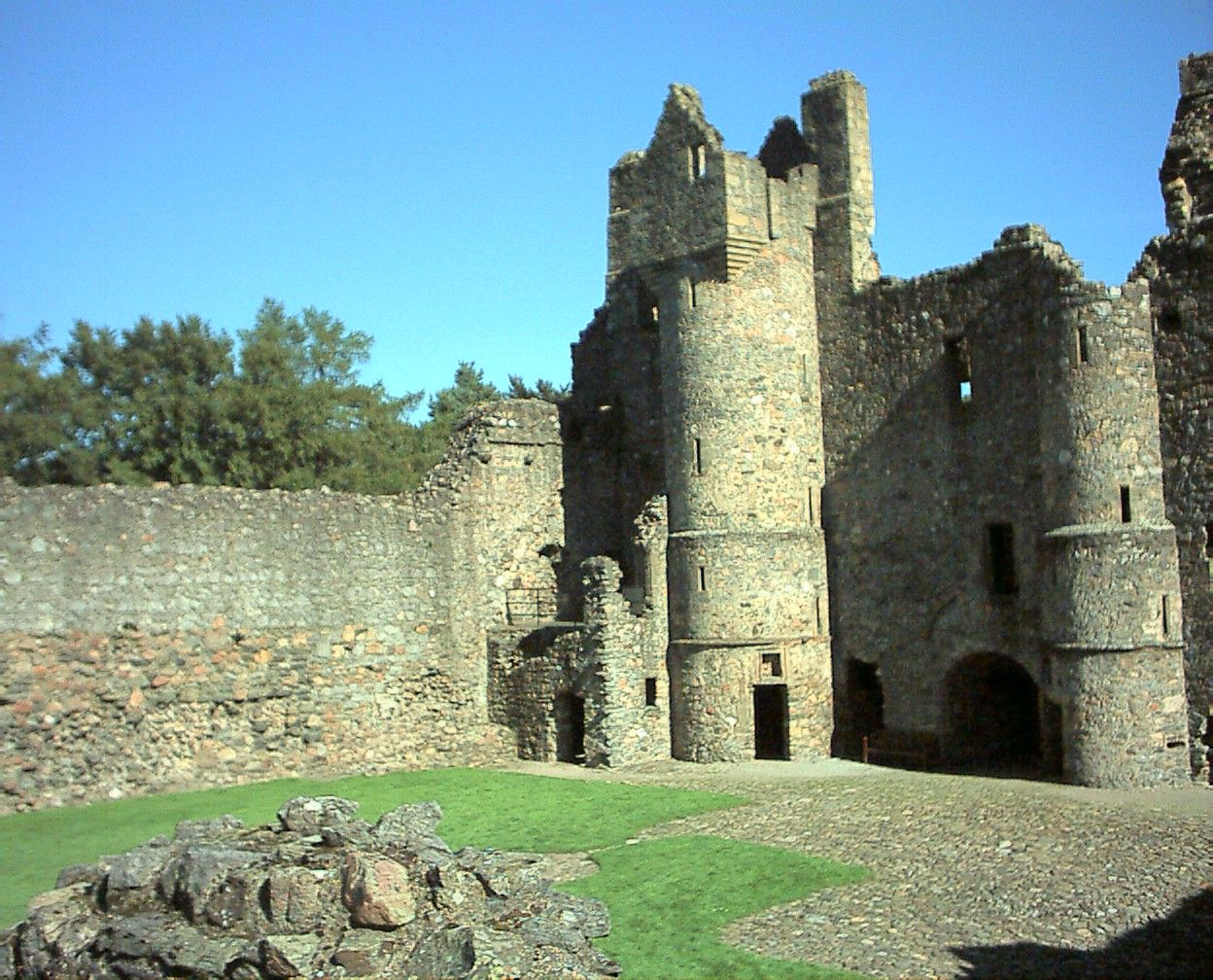
Balvenie Castle

Dufftown (skotskou gaelštinou Baile Bhainidh) je město ve Skotsku v hrabství Banffshire, ve správní oblasti Moray. Město leží asi 2 km vzdušnou čarou východně od Charlestown of Aberlour s kterým jej spojuje výroba whisky. Nejen u místních se tomuto místu přezdívá Hlavní město whisky a to nejen díky nejznámější single malt whisky Glenfiddich.

## Historie
Město Dufftown založil v roce 1817 James Duff, čtvrtý hrabě z Fife.

## Památky
- Balvenie Castle – hrad postavený ve 13. století Alexanderem the Black Comynem. Roku 1550 byl hrad přestavěn na okázalé sídlo a v roce 1562 jej navštívila Marie Stuartovna
- Keith and Dufftown Railway – tradiční železnice dlouhá 18 km z Keithu do Dufftownu
- Whisky Shop – tradiční obchod se stovkou druhů single malt whisky

## Palírny
- Balvenie
- Grant's
- Glenfiddich
- Kininvie
- Dufftown
- Glendullan
- Mortlach